# Longgan Hu
Longgan Hu är en del av en sjö i Kina. Den ligger i den sydöstra delen av landet, 1 100 km söder om huvudstaden Peking. Longgan Hu ligger 9 meter över havet. Arean är 712 kvadratkilometer. Trakten runt Longgan Hu består till största delen av jordbruksmark. Den sträcker sig 42,7 kilometer i nord-sydlig riktning, och 56,3 kilometer i öst-västlig riktning.